# A Most Wanted Man
A Most Wanted Man is een speelfilm uit 2014 van de Nederlandse filmregisseur Anton Corbijn (Control en The American), naar het boek van schrijver John le Carré. De hoofdrollen worden gespeeld door een mix van bekende internationale acteurs, onder wie Oscar-winnaar Philip Seymour Hoffman, Willem Dafoe, Rachel McAdams, Robin Wright en Daniel Brühl.

## Verhaal
De film speelt zich af in Hamburg, waar een gemartelde immigrant, half Tsjetsjeense half Russische man, opduikt in de islamitische gemeenschap. Met de hulp van een jonge advocate probeert hij het fortuin van zijn overleden vader in handen te krijgen. Zowel Duitse als Amerikaanse veiligheidsdiensten houden hem ondertussen nauw in de gaten; is hij een onderdrukt slachtoffer of een extremist?

## Rolverdeling
- Philip Seymour Hoffman als Günther Bachmann
- Willem Dafoe als Thomas Brue
- Rachel McAdams als Annabel Richter
- Robin Wright als Martha Sullivan
- Daniel Brühl als Maximilian
- Nina Hoss als Irna Frey
- Grigoriy Dobrygin als Issa Karpov
- Mehdi Dehbi als Jamal
- Homayoun Ershadi als Abdullah
- Martin Wuttke als The Admiral
- Rainer Bock als Dieter Mohr